# Sacerdotalis Caelibatus
Sacerdotalis Caelibatus és la sisena encíclica del papa Pau VI. Fou promulgada el 24 de juny de 1967. Tracta sobre el celibat sacerdotal.

## Estructura
- Introducció
  - El celibat sacerdotal avui dia
  - Objeccions contra el celibat sacerdotal
  - Confirmació del celibat eclesiàstic. Reconeguem el do de Déu
- Aspectes doctrinals
  - Els fonaments del celibat sacerdotal (dimensió cristològica, eclesiològica i escatològica)
  - El celibat en la vida de l'Església
  - El celibat i els valors humans
- Aspectes pastorals
  - La formació sacerdotal
  - La vida sacerdotal
  - Doloroses desercions
  - La sol·licitud del bisbe
  - L'ajuda dels fidels
- Conclusió